# Gilbert Neirinckx
Gilbert Leandre Leon Neirinckx (Schaarbeek, 3 februari 1896 – Vorst, 25 oktober 1988) was een Belgische koordirigent en componist.
Hij was zoon van garde-convoi (treinwachter) Albérié Léo François Neirinckx en Marie Louise Van Poucke.
Hij studeerde eigenlijk voor onderwijzer aan de rijksnormaalschool te Brussel, maar deed in 1918 een muziekstudie aan muziekschool van Laken. Ook had hij les van Jean Strauwen op het gebied van contrapunt, fuga en orkestratie. Zijn drukste periode was tussen 1938 en 1948 toen hij door hem zelf geleide liederavonden organiseerde in Schaarbeek en omstreken. Hij was voorts opzichter bij muziekscholen in de naburige wijk Elsene.
Het grootste deel van zijn oeuvre als componist bestaat uit liederen op Franse en Nederlandse teksten. Buiten dat genre zijn bekend Het dorpje in het maanlicht (voor orkest) en Trottinette (voor piano).